# さよなら・今日は
『さよなら・今日は』（さよなら・こんにちは）は、1973年10月6日から1974年3月30日まで夜9時から1時間枠で、日本テレビ系列で「グランド劇場」として放送されたテレビドラマ。
「日本テレビ開局20周年記念番組」の一環として制作された。

## 概要
東京の新宿区下落合を舞台に、祖父の彫刻家が大正時代に建てた西洋館+アトリエ(喫茶店「鉄の馬」)で暮らす吉良家の家族たちの、出会い(今日は)と別れ(さよなら)を描いたホームドラマ。造船会社に勤める吉良友二郎(山村聰)を中心に、友次郎の腹違いの弟・洋司(山口崇)、長女の夏子(浅丘ルリ子)、次女で養女の緑(中野良子)、長男の太郎(原田大二郎)、太郎の妻・路子(小鹿ミキ)、三女で心臓弁膜症の愛子(栗田ひろみ)などが、吉良家の家族として出演している。
また、夏子の夫で防災洋品店「諏訪」を経営する伊藤良平(林隆三)、その妹で喫茶店「鉄の馬」のママ・伊藤冬子(大原麗子)、伊藤家の母親(森光子)、吉良家の嫁である路子の兄・高橋清(緒形拳)、路子や清の母・高橋菊代(山田五十鈴)、高橋家の父・高橋作造(森繁久彌)、「鉄の馬」のバーテン・和気一作(原田芳雄)、一作が連れて歩く友人の遺児・まゆみの母親(緑魔子)、老人ホームで暮らすまゆみの祖父(中村是好)、友二郎が勤める造船会社の重役(加東大介)、愛子の家庭教師・伊達源吉(藤村俊二)、吉良邸の敷地の地主で源吉の叔父・伊達源三郎(鈴木瑞穂)、夏子の勤め先であるブティックの経営者で洋司の愛人(水野久美)、愛子の担当主治教授(久米明)、太郎のレコード会社の同僚(団次郎)、太郎の知り合いのバンマス(鈴木ヤスシ)など、当時としてもたいへん豪華な俳優陣（他のテレビドラマや映画で主役を張っている俳優が十数人並んでいる）で話題を呼んだ。
下落合でもロケーションが行われ、「おとめ山公園」と落合第四小学校との間に通う相馬坂を下る、三姉妹(夏子・緑・愛子)のロケシーンからスタートしている。「桜の洋館」と呼ばれた吉良邸は、落四小学校のチャイムが間近に聞こえる丘上あたりに建っている設定となっているが、ドラマの第23回「子供は誰のもの」の中で、吉良夏子(浅丘ルリ子)が「下落合2丁目801番地」と発言するシーンがある。ドラマが放映された1973～1974年当時、このような住所はすでに存在しないが、1965年以前の旧・下落合(現・中落合／中井2丁目含む)には実在した住所であり、下落合の薬王院北側に拡がる住宅街の一画あたりだ。その周辺は、洋画家の鶴田吾郎、満谷国四郎、鈴木良三、有岡一郎、彫刻家の夏目貞良など数多くの芸術家が、軒並みアトリエを構えていたエリアであり、また吉良邸の近くにはクレヨン工場の廃墟が登場するなど、同ドラマの制作スタッフの中に、下落合地域の美術分野についての側面にたいへん詳しい関係者がいたものと思われる。
旧・下落合(現・中落合／中井2丁目含む)は、大正期から美術関係者や文学関係者が多数住み着いてきた地域であり、「目白文化村」や「近衛町」に代表されるハイカラな西洋館やアトリエが林立していた、いわば「芸術村」的な性格が強い街並みを形成している。「さよなら・今日は」は、そのような明治以降に形成された新山手の住環境をベースに、家族の出会いと別れをていねいに綴ったドラマとして、高く評価された。

## サブタイトル
| 放送回 | サブタイトル        | 放送月日      | 演出     |
| ------ | ------------------- | ------------- | -------- |
| 第1回  | -                   | 1973年10月6日 | 石橋冠   |
| 第2回  | -                   | 10月13日      | 吉野洋   |
| 第3回  | -                   | 10月20日      | 吉野洋   |
| 第4回  | -                   | 10月27日      | 石橋冠   |
| 第5回  | -                   | 11月3日       | 吉野洋   |
| 第6回  | 結婚前の浮気        | 11月10日      | 吉野洋   |
| 第7回  | 亡き母の日記        | 11月17日      | 石橋冠   |
| 第8回  | 離婚！ 最後のデート | 11月24日      | 吉野洋   |
| 第9回  | 父と娘              | 12月1日       | 小杉義夫 |
| 第10回 | 嫁の母親            | 12月8日       | 吉野洋   |
| 第11回 | 手作りの羽子板      | 12月15日      | 石橋冠   |
| 第12回 | それぞれの贈り物    | 12月22日      |          |
| 第13回 | 女同士              | 12月29日      | 小杉義夫 |
| 第14回 | 正月の結婚式        | 1974年1月5日  | 小杉義夫 |
| 第15回 | 男の約束            | 1月12日       | 吉野洋   |
| 第16回 | 旅立ちのとき        | 1月19日       | 石橋冠   |
| 第17回 | 気になるあいつ      | 1月26日       | 吉野洋   |
| 第18回 | 海を見たい！        | 2月2日        | 石橋冠   |
| 第19回 | おふくろには内緒    | 2月9日        | 石橋冠   |
| 第20回 | 愛子よがんばれ！    | 2月16日       | 吉野洋   |
| 第21回 | 十七歳、その生命    | 2月23日       | 石橋冠   |
| 第22回 | 父親誕生            | 3月2日        | 石橋冠   |
| 第23回 | 子供は誰のもの      | 3月9日        | 石橋冠   |
| 第24回 | 能登路の姉妹        | 3月16日       | 石橋冠   |
| 第25回 | 花咲く家族          | 3月23日       | 吉野洋   |
| 第26回 | 別れも楽し          | 3月30日       | 石橋冠   |

## 出演
- 吉良友二郎：山村聡
- 吉良夏子：浅丘ルリ子
- 吉良緑：中野良子
- 吉良愛子：栗田ひろみ
- 吉良太郎：原田大二郎
- 吉良路子：小鹿ミキ
- 吉良洋司：山口崇
- 高橋清：緒形拳
- 伊藤良平：林隆三
- 伊藤和代：森光子 - 良平の母
- 伊藤冬子：大原麗子
- 和気一作：原田芳雄
- 高橋菊代：山田五十鈴
- 高橋作造：森繁久彌
- 造船会社の重役：加東大介
- 水野久美
- 伊達源吉：藤村俊二
- 伊達源三郎：鈴木瑞穂
- 誘子（まゆみの母）：緑魔子
- まゆみの祖父：中村是好
- まゆみ：名和真由美
- 榊：中条静夫
- 久米明
- 鈴木ヤスシ
- 団次郎
- 織田あきら

ほか

## スタッフ
- 脚本：岡本克己、早坂暁、市川森一
- 音楽：坂田晃一
- ディレクター：石橋冠、吉野洋、小杉義夫
- プロデューサー：早川恒夫、中島忠史
- 制作：日本テレビ

## 主題歌・挿入歌
主題歌
- 「愛の伝説」（歌：まがじん）
  - 作詞：万里村ゆき子／作曲・編曲：坂田晃一
  - 1973年11月10日発売（日本コロムビア）

挿入歌
- 「さよなら、今日は」（歌：朝倉理恵）
  - 作詞：安井かずみ／作曲・編曲：坂田晃一
  - 1973年11月21日発売（CBS・ソニー）

| 日本テレビ系 土曜グランド劇場                                                                 | 日本テレビ系 土曜グランド劇場 | 日本テレビ系 土曜グランド劇場 |
| 前番組                                                                                        | 番組名                        | 次番組                        |
| --------------------------------------------------------------------------------------------- | ----------------------------- | ----------------------------- |
| あしたは天気?                                                                                 | さよなら・今日は              | 求婚旅行                      |
| 日本テレビ系 土曜21時枠                                                                       |                               |                               |
| 夫婦日記 （21:00 - 21:30）土曜グランド劇場・あしたは天気? （21:30 - 22:25） （1話完結ドラマ） | さよなら、今日は              | 求婚旅行                      |